# أداني غيرما
أداني غيرما (بالإنجليزية: Adane Girma)‏ (مواليد 25 يناير 1985 في إثيوبيا) لاعب كرة قدم إثيوبي دولي يجيد اللعب في خط الدفاع . يلعب لصالح نادي سانت جورج الإثيوبي منذ 2007 .

## روابط خارجية
- أداني غيرما على موقع الاتحاد الدولي (مؤرشف)  (الإنجليزية)
- أداني غيرما على موقع قاعدة بيانات كرة القدم.إي يو (الإنجليزية)
- أداني غيرما على موقع ناشيونال فوتبول تيمز (الإنجليزية)
- أداني غيرما على موقع كووورة